# Emilie Kempin-Spyri
Emilie Kempin-Spyri (Altstetten (Zürich), 18 maart 1853 - Bazel, 12 april 1901) was de eerste Zwitserse vrouw die een diploma in de rechten behaalde in 1887. Zij werd echter niet toegelaten tot het beroep van advocaat, waarna ze zich haar leven lang zou inzetten voor vrouwenrechten.

## Biografie

### Weigering tot de advocatuur
Emilie Kempin-Spyri werd geboren in Altstetten, een wijk in de stad Zürich. In 1885 schreef ze zich in aan de Universiteit van Zürich en werd ze de eerste vrouwelijke rechtenstudent van Zwitserland. In 1887 werd ze de eerste Zwitserse die een rechtendiploma behaalde. Omdat zij echter als vrouw niet over volledige burgerrechten beschikte, werd ze niet toegelaten aan de balie, waardoor ze niet werd toegelaten tot het beroep van advocaat. Zij vocht deze weigering aan tot bij het Bondshooggerechtshof van Zwitserland, het hoogste rechtscollege van het land, maar kreeg telkens ongelijk.

### Emigratie naar New York en terugkeer
Nadat de Universiteit van Zürich louter op grond van haar geslacht weigerde om haar tot docente te benoemen, besloot ze in de herfst van 1888 om met haar gezin te emigreren naar New York in de Verenigde Staten. Daar richtte ze een rechtenschool op voor vrouwen en pleitte ze voor de opstelling van de rechtenopleiding en het beroep van advocaat voor vrouwen. Een jaar later echter keerde haar echtgenoot, die zich niet thuis voelde in de Verenigde Staten, terug naar Zwitserland, samen met twee van hun drie kinderen. Later zou ook zij met hun derde kind naar Zürich terugkeren. Na haar terugkeer werd ze alsnog toegelaten als docente aan de Universiteit van Zürich. Ze bleef zich inzetten voor het opstellen van de advocatuur voor vrouwen en ging ook op zelfstandige basis aan de slag als juridisch raadgeefster. Tevens ging ze rechten onderwijzen aan de middelbare meisjesschool van Zürich.

### Kritiek op het Zwitsers Burgerlijk Wetboek
In 1893 richtte ze het blad Frauenrecht op, dat tot het einde van dat jaar verscheen als bijlage bij de Züricher Post en later verscheen als onafhankelijk tijdschrift. In datzelfde jaar richtte ze de Frauenrechtsschutzverein op, een vereniging die ijverde voor vrouwenrechten, die gratis juridisch advies gaf en die de belangen van de vrouwen verdedigde in het licht van de opstelling van het Zwitsers Burgerlijk Wetboek, dat in die periode werd opgesteld onder leiding van Eugen Huber. In 1894 uitte ze voor een eerste maal kritiek op het voorontwerp van Huber, hoofdzakelijk op grond van de positie van de vrouw binnen het voorgestelde huwelijksvermogensrecht.

### Berlijn
In 1895 trok Kempin-Spyri naar Berlijn nadat ze was gescheiden van haar echtgenoot. Ook in deze stad onderwees ze rechten en gaf ze juridisch advies. Net zoals eerder in Zwitserland volgde ze ook in Duitsland de werkzaamheden tot opstelling van het Bürgerliches Gesetzbuch, het Duits Burgerlijk Wetboek. In 1897 kwam het echter tot een conflict tussen Kempin-Spyri, die het wetboek steunde, en de meest radicale feministen, die het wetboek niet gunstig gezind waren.

### Overlijden
Nadien ging de mentale gezondheid van Kempin-Spyri erop achteruit, waarna ze in de herfst van 1897 met schizofrenie werd opgenomen in de psychiatrie. Dit verhinderde haar om alsnog advocate te worden in Zürich, waar de balie uiteindelijk in 1898 voor vrouwen werd opengesteld. Ze zou uiteindelijk in eenzaamheid en armoede aan baarmoederhalskanker sterven in een psychiatrische instelling in Bazel in 1901.